# Svenska Serier 1991
Svenska Serier Årgång 1991 var den nionde årgången av tidningen och gavs ut i fyra nummer.
| Nummer | Serie                                      | Upphovsman                          |
| ------ | ------------------------------------------ | ----------------------------------- |
| 1      | Traskens                                   | Jonas Darnell                       |
|        | Esbjörn Hund                               | Jonas Darnell Patrik Norrman        |
|        | Tåtte Åberg snor en p-rulle                | Mikael Andersson Maria Blom         |
|        | Sagan om Tomten                            | Stefan Rothmaier                    |
|        | The Glenn Ståry part 1                     | Johan Davidsson                     |
|        | Satan & Co                                 | Johan Wanloo                        |
|        | Den totalt förryckte diktar m.fl.          | Anders Almqvist                     |
|        | En levande miljö                           | Mikael Borg                         |
|        | Oklahoma                                   | Mats Svensson                       |
|        | Korv                                       | Mårten Edman                        |
|        | Tidsfördrif                                | Pidde Andersson Mikael Tomasic      |
|        | Olle Snattar                               | Erik Rosenlund                      |
|        | Flykten                                    | Per-Anders Blomgren                 |
|        | En helt vanlig dag i seriernas värld       | Stefan Rothmaier                    |
| 2      | Traskens                                   | Jonas Darnell                       |
|        | Sista kapitlet                             | Mikael Andersson Per Gyllenör       |
|        | Hämnaren                                   | Lennart Moberg                      |
|        | Bivaröd: Biltjuven                         | Mats Svensson                       |
|        | Arkeologen                                 | Linus Pettersson                    |
|        | Högsta vinsten                             | Johannes Nilsson Martin Fredriksson |
|        | Bivaröd: Kostrul                           | Mats Svensson                       |
|        | En vanlig vardag                           | Peter Bjuhr Mikael Tomasic          |
|        | Dick Crazy                                 | Jonny Johansson                     |
|        | Adrians Aforism – Världen är en bluff      | Jens Prenke                         |
|        | Spök-Sven                                  | Jonas Darnell Christer Thunborg     |
| 3      | Traskens                                   | Jonas Darnell                       |
|        | Bertil Bärsärk                             | Martin Rhedin                       |
|        | Den 7:e dagen                              | Lennart Moberg                      |
|        | Pop, Poesi och Pistoler                    | Mikael Andersson Per Gyllenör       |
|        | Rip Saxon                                  | Mikael Tomasic                      |
|        | Årsmöte                                    | Peter Jansson                       |
|        | Cartoons                                   | Tomas Martin                        |
|        | Dubblekepsen                               | Mikael Olsson Sture Henckel         |
|        | Michelangelo                               | Per Rannerud                        |
|        | Nigel                                      | Mikael Göransson                    |
|        | Blodsfejd, Bonden, Nyheter utav bara f…    | Mattias Häggström                   |
|        | Isterman                                   | Ulf C. Ebeling                      |
|        | Olle, Val av lag, Bert, Vakna!             | Erik Rosenlund                      |
|        | Sven går igen                              | Jonas Darnell Patrik Norrman        |
| 4      | Sven och den fasansfulla julkonspirationen | Jonas Darnell Patrik Norrman        |
|        | James Hund: Den djävulska stadsplanen      | Jonas Darnell Patrik Norrman        |
|        | En Natt i Skräck                           | Tomas Andersson Henry Svahn         |
|        | En-Rute Serien                             | Kent Johansson                      |
|        | Sune självmordskandidat                    | Mikael Tomasic                      |
|        | Nyanställd                                 | Anders Almqvist                     |
|        | 4 sjuka skämt                              | Anders Almqvist                     |
|        | En Serie                                   | Andreas Olsson                      |
|        | Hem ljuva hem m.fl.                        | Peppe Christiano Ann Sofi Hegge     |
|        | Han vs. Hon                                | Stefan Rothmaier                    |
|        | Stacken                                    | Thomas Norberg                      |
|        | Harry Stark: Cecilia                       | Lennart Moberg                      |